# Fluorid molybdeničitý
Fluorid molybdeničitý je anorganická sloučenina s chemickým vzorcem MoF4. Fluorid molybdeničitý je zelená krystalická látka, která reaguje s vodou.